# Proasellus orientalis
Proasellus orientalis là một loài chân đều trong họ Asellidae. Loài này được Sket miêu tả khoa học năm 1965.